# آسیاب ۱ دهنو
آسیاب ۱ دهنو مربوط به دوره پهلوی - دوره قاجار است و در شهرستان کوهرنگ، بخش مرکزی، دهستان شوراب تنگزی، ۱/۵ کیلومتری شمال روستای دهنو پایین واقع شده و این اثر در تاریخ ۲۷ اسفند ۱۳۸۷ با شمارهٔ ثبت ۲۶۳۳۵ به‌عنوان یکی از آثار ملی ایران به ثبت رسیده است.